# Crush Power Music
Crush Power Music es un festival musical chileno producido por Bizarro Live Entertainment y organizado y auspiciado por la gaseosa Crush, que es realizado todos los años durante el verano.
El festival va dirigido al público joven donde se presentan bandas de rock y pop, en su edición 2011 del evento cambia por una Edición Pachanga, con bandas de música bailable y tropical. El festival se ha realizado en Viña del Mar, La Serena y Santiago; en las ediciones se hacen descuentos al presentar tapas, latas de los productos Crush, o participando en su sitio web o redes sociales. En algunas ediciones el evento ha sido transmitido por radio FM Hit (hoy Los 40) o Rock & Pop, y en televisión transmitido por la señal de cable Vía X.
La primera vez que se realizó este evento fue el 11 de noviembre de 2004 en el Club Hípico de Santiago.

## Ediciones
| Año  | Fecha                     | Lugar                                                             | Artistas |
| ---- | ------------------------- | ----------------------------------------------------------------- | --- |
| 2004 | 11 de noviembre           | Club Hípico, Santiago                                             | Magmamix, Saiko, Tronic, Electrodomésticos, Lucybell, Chancho en Piedra, Sinergia |
| 2005 | 22 de enero 12 de febrero | Estadio Playa Ancha, Valparaíso Estadio La Portada, La Serena     | Lucybell, Saiko, Chancho en Piedra, Los Bunkers, Magmamix, Sinergia, Capitán Memo, Gufi. |
| 2006 | 8-10 de febrero           | Estadio La Portada, La Serena Sporting Viña del Mar, Viña del Mar | Los Miserables, Attaque 77, Babasonicos, Makiza, Los Bunkers, Sinergia |
| 2007 | 3-4 de febrero            | Estadio La Portada, La Serena Estadio Sausalito, Viña del Mar     | Babasonicos, Plastilina Mosh, Calle 13, Sinergia, Difuntos Correa, Gonzalo Yáñez |
| 2008 | 19-20 de enero            | Quinta Vergara, Viña del Mar Velódromo Estadio Nacional, Santiago | Bersuit Vergarabat, Catupecu Machu, El Otro Yo, Juana Fe, Chancho en Piedra, Teleradio Donoso, La Floripondio |
| 2009 | 23-24 de enero            | Movistar Arena, Santiago Quinta Vergara, Viña del Mar.            | Chico Trujillo, Shamanes, Orishas, Fother Muckers, Los Bunkers, Los Auténticos Decadentes |
| 2010 | 8-9 de enero              | Movistar Arena, Santiago Quinta Vergara, Viña del Mar.            | Chancho en Piedra, Calle 13, Smitten, Divididos, Ximena Sariñana y Banda Conmoción |
| 2011 | 21 de enero               | Movistar Arena, Santiago                                          | Chico Trujillo, La Noche, Ráfaga, Los Auténticos Decadentes, Villa Cariño, Los Van-Van, Croni-k (edición pachanga) |
| 2012 | 20 de enero               | Movistar Arena, Santiago                                          | La Sonora de Tommy Rey, La Noche, Los Wachiturros, Pibes Chorros, Los Viking's 5, Juana Fe, Eicy and Cody, Bahiano Dj Spider |
| 2013 | 25 de enero               | Movistar Arena, Santiago                                          | Chico Trujillo, Los Tetas, Croni-k, Sonora Barón, Amar Azul, Los Ilegales |
| 2014 | 30 de enero               | Centro Cultural Estación Mapocho, Santiago                        | Los Auténticos Decadentes, Garras de Amor, Noche de Brujas, Shamanes Crew, Nene Malo, Pata e´ Cumbia |
| 2015 | 23 de enero               | Pista Atlética, Estadio Nacional, Santiago                        | Jordan, Tomo como Rey, Eicy and Cody, DJ Méndez, Tito el Bambino, Ráfaga |
| 2016 | 22 de enero               | Quinta Vergara, Viña del Mar                                      | Villa Cariño, Tomo como Rey, La Habitación Del Pánico, Chico Trujillo, Alexis & Fido, Juan Magan |
| 2017 | 28 de enero               | Pista Atlética, Estadio Nacional, Santiago                        | Toco Para Vos, Villa Cariño, Noche de Brujas, Santa Feria, Zion & Lennox |
| 2018 | 27 de enero               | Pista Atlética, Estadio Nacional, Santiago                        | Guachupe, La Combo Tortuga, Noche de Brujas, Piso 21, Wisin. |
| 2019 | 26 de enero               | Parque Padre Hurtado, Santiago                                    | Manuel Turizo, Nacho, Chico Trujillo, Guachupé y Villa Cariño |
| 2020 | Cancelado                 | Parque Padre Hurtado, Santiago                                    | Originalmente propuesto para el 21 de marzo de 2020, suspendido por la pandemia de COVID-19 y pospuesto para el 7 de noviembre de 2020, posteriormente para 2021 y luego sin fecha definida. Se anunció a Sech, Becky G, Cazzu, Villa Cariño, Moral Distraída. |
| 2022 | 26 de noviembre           | Parque Padre Hurtado, Santiago                                    | Justin Quiles, Nio García, Paloma Mami, Polimá Westcoast y Ceaese. |
| 2024 | 20 de enero               | Parque Padre Hurtado, Santiago                                    | Yandel, Emilia, Cris MJ, Ryan Castro, Bryant Myers y Kidd Voodo. |

## Controversias
Crush Power Music ha sido fuente de múltiples controversias a través de los años. La más persistente es la realización de un evento tan masivo, aprox. 18 mil personas, en un recinto designado como área verde sin la autorización legal para la realización de eventos musicales masivos con elevados niveles de amplificación. Su productora, Bizarro Live Entertainment, ha sido fuertemente cuestionada por sus actividades monopólicas, junto con su excesiva amplificación que molesta a los residentes que viven alrededor del Parque Padre Hurtado.